# Орден Защитника Королевства
Орден Защитника Королевства (малайск. Darjah Yang Mulia Pangkuan Negara) — федеральная награда Малайзии, вручаемая за выдающиеся заслуги перед страной.
Орден был учреждён 6 августа 1958 года и первоначально имел пять степеней, к которым 19 августа 1960 года была добавлена медаль.

## Степени
|                       | Великий командор | Командор          | Компаньон | Офицер | Член   | Медаль |
| --------------------- | ---------------- | ----------------- | --------- | ------ | ------ | ------ |
| Цепь, Звезда и Медаль |                  |                   |           |        |        |        |
| Приставка             | S.M.N.           | P.M.N.            | J.M.N.    | K.M.N. | A.M.N. | P.P.N. |
| Титулы                | Тан (Tun)        | Тан Шри (Tan Sri) | –         | –      | –      | –      |
| Ленты                 |                  |                   |           |        |        |        |

Награда имеет 6 степеней:

### Великий командующий
- Великий кавалер Ордена Защитника Королевства (S.M.N.) (Seri Maharaja Mangku Negara).[3]

Данная степень ограничена 25 одновременными живыми кавалерами, за исключением иностранных граждан. Обладатель этой награды получает титул Тан (Tun), а его жена — Тох Пуан (Toh Puan).
На цепи ордена изображены гербы штатов Малайзии и одиннадцатиконечная звезда из позолоченного серебра. Лента изготовлена из тёмно-синего шёлка с жёлтыми полосами по обоим краям и центральной бело-красно-белой полосой.

### Командор
- Командор Ордена Защитника Королевства (P.M.N.) (Panglima Mangku Negar).[5]

Ограничен 75 одновременными живыми кавалерами, за исключением иностранных граждан. Обладатель получает титул Тан Шри (Tun Sri), а его жена — Пуан Шри (Puan Sri).
Звезда такая же, как на первой степени, но меньшего размера. Лента так же идентична, но с белыми полосами по краям.

### Компаньон
- Компаньон Ордена Защитника Королевства (J.M.N.) (Johan Mangku Negara).[6]

Число одновременных живых кавалеров ограничено 700, за исключением иностранных граждан. Обладатель не имеет никакого титула.
Знак отличия представляет одиннадцатиконечную звезду из позолоченного металла, с белым медальоном в центре, украшенным резьбой в виде королевской короны Малайзии, радиусом 2¼ дюйма. Лента такая же, как и у 1 степени, но с более узкими полосами.

### Офицер
- Офицер Ордена Защитника Королевства (K.M.N.) (Kesatria Mangku Negara).[7]

Число кавалеров не ограничено, титула для обладателя нет.
Знак отличия аналогичен предыдущей степени. Лента такая же, как у 1 степени, но с кругом в центре. 

### Член
- Член Ордена Защитника Королевства (A.M.N.) (Ahli Mangku Negara).[8]

Число кавалеров не ограничено.
Знак отличия такой же, как у двух предыдущих степеней, как и лента. 

### Медаль
- Медаль Ордена Защитника Королевства (P.P.N.) (Pingat Pangkuan Negara).[4]  Число кавалеров не ограничено.

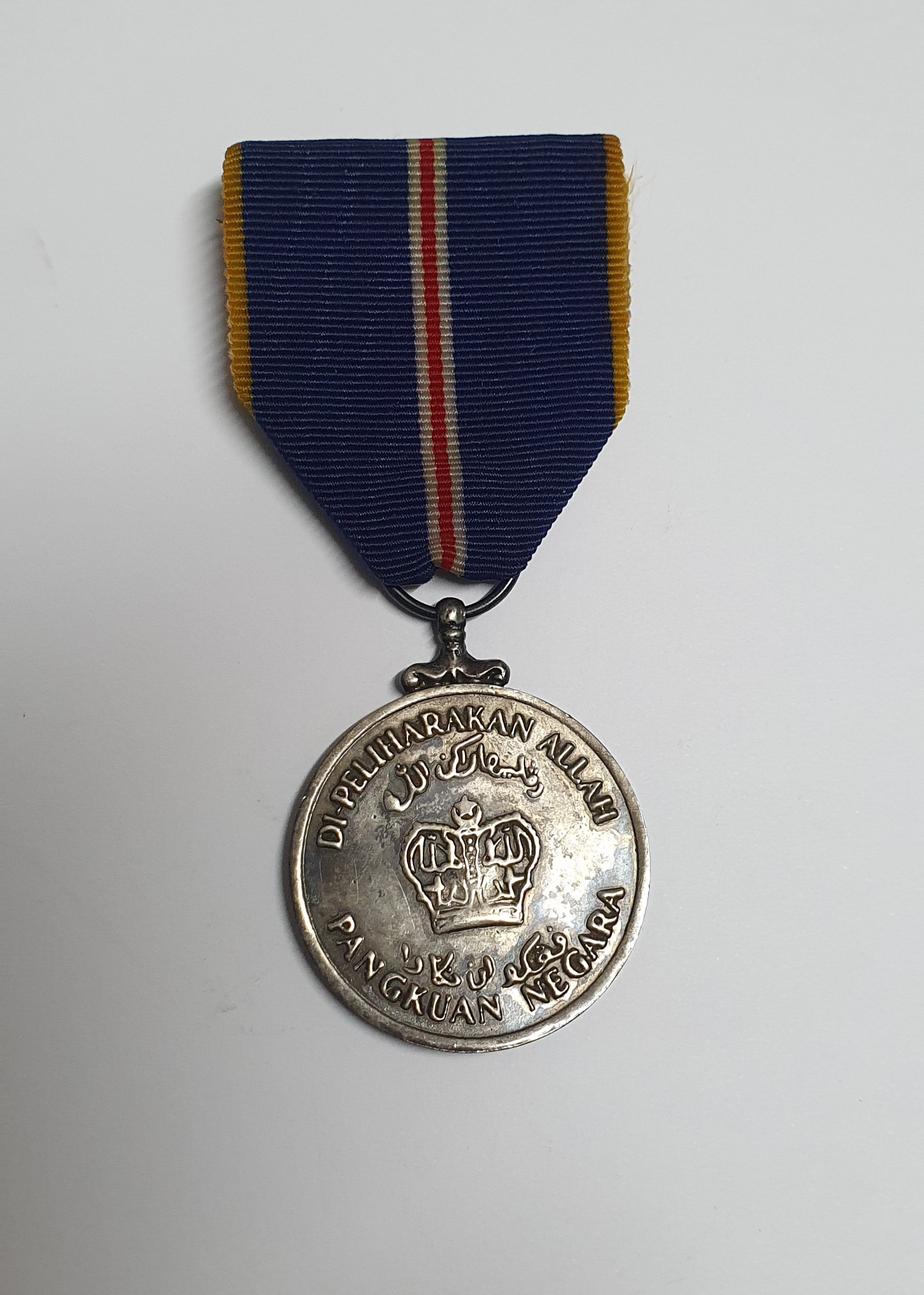
Аверс

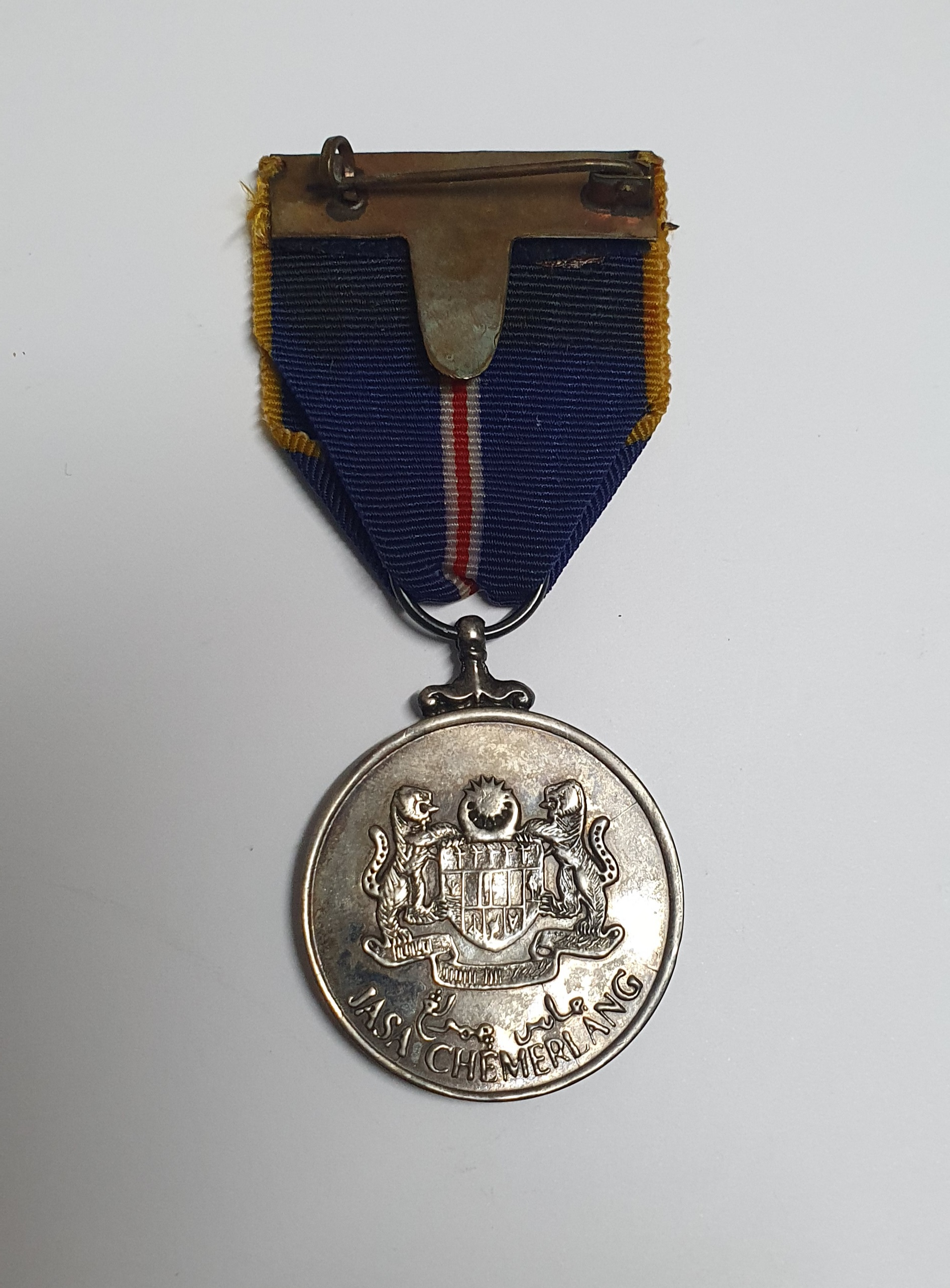
Реверс

Медаль изготовлена из серебра. На поверхности изображена королевская корона Малайзии. Над короной лозунг «DIPELIHARAKAN ALLAH», а под — «PANGKUAN NEGARA». На оборотной стороне  федеральный герб с подписью «JASA CEMERLANG». Все надпись продублировать на латинском алфавите и джави. Лента идентична.